# Суга, Ёсихидэ
Ёсихидэ Суга (яп. 菅 義偉 Суга Ёсихидэ, род. 6 декабря 1948, село Акиномия, уезд Огати, (ныне город Юдзава), префектура Акита, Япония) — японский государственный и политический деятель. Председатель Либерально-демократической партии Японии (14 сентября 2020 — 29 сентября 2021), премьер-министр Японии (2020—2021).

## Биография
Родился в селе Акиномия, уезд Огати, (ныне город Юдзава), префектура Акита, Япония. Сын клубничного фермера и школьной учительницы. Получил степень бакалавра в университете Хосэй в Токио. В течение одиннадцати лет работал помощником депутата парламента, затем — в министерстве внешней торговли и промышленности в 1984 году, после чего — членом городского совета Иокогамы.
Впервые избран в парламент Японии в 1996 году по списку Либерально-демократической партии. Первоначально состоял членом фракции Кэйдзо Обути, но вышел из фракции после отказа поддержать кандидатуру Обути на выборах лидера партии в 1998 году после отставки Рютаро Хасимото.
В первом кабинете Синдзо Абэ в сентябре 2006 — августе 2007 годов занимал должность министра внутренних дел и коммуникаций.
Генеральный секретарь Кабинета министров Японии (2012—2020).
14 сентября 2020 года был избран на пост председателя Либерально-демократической партии Японии. 16 сентября 2020 года утверждён парламентом на должность премьер-министра страны.

В 2021 году Ёсихидэ Суга распорядился создать в правительстве новую должность для чиновника, призванного возглавить борьбу с одиночеством.
3 сентября 2021 года Ёсихидэ Суга сообщил, что не будет участвовать в сентябрьских выборах председателя правящей Либерально-демократической партии страны. Фактически это означает его уход в отставку.

## Критика
Комментируя свадьбу между известным певцом Масахару Фукуямой и актрисой Кадзуэ Фукиси, Суга заявил: «Надеюсь, этот брак подтолкнет матерей к тому, чтобы заводить детей. Пожалуйста, рожайте много детей». После этого феминистки обвинили его в сексизме, а оппоненты из левого лагеря — в том, что он идет по пути японских милитаристов, которые призывали женщин рожать больше будущих солдат. В ответ на критику Суга заявил, что конечно же каждый волен сам решать — нужно ли ему жениться или заводить детей, но правительство должно работать над созданием общества, в котором бы людям было удобно заключать браки и воспитывать детей.